# 朱拜達
《朱拜達》是一部在1940年上映的荷属东印度（今印度尼西亚）愛情片，由楊眾生執導，並由菲菲·楊主演，是蘇莉普參演的首部電影。該片以帝汶島為故事背景，拍攝工作在一家荷蘭人擁有的片場進行，前後花了27天完成。這部電影反響一般，如今可能已經散佚。

## 故事大綱
故事以帝汶島為背景，講述朱拜達和心上人的愛情遭到權貴的阻撓，但到最後仍然能夠成為眷屬的故事。

## 製作
《朱拜達》的導演楊眾生從事過戲劇界，這是他繼《馬塔蘭的短劍》之後第二部執導作品，改編自自己撰寫的舞台劇劇本《蒂姆莉雅娜》（Timoeriana） 。印尼電影史學家米斯巴赫·尤薩·比蘭指出，本片的對象是來自低下階層的民眾，也指出角色的名字純屬虛構，他們身上的華麗服裝則顯得荒誕，可見楊氏想利用這部影片進行一次自由的試驗。鄭丁春在1939年拍攝影片《白茅》時，選擇在偏遠地區拍攝，為電影平添幾分異國情調；比蘭認為《朱拜達》可能是楊眾生對《草》的回應。
《朱拜達》是東方影業的作品，由東方影業的東主曾福祥（Tjan Hock Siong）監製，音效剪接工作則由K·N·文（KN Boen）負責。影片由全荷屬東印度影片公司（Algemeen Nederlandsch Indisch Filmsyndicaat, ANIF）員工、印歐人攝影師J·J·W·史蒂芬斯（J. J. W. Steffens）攝製，拍攝場地是一片位於巴達維亞（今雅加達）的空地，旁邊就是當年東方影業以1500荷屬東印度盾的月租租用的全荷屬東印度影片公司片場。楊眾生和曾福祥在空地上搭建村莊場景，之後花了27天完成拍攝工作。本片的配樂包括七首歌曲，由Oriental Novelty Five組合演奏，他們的表演風格受到了夏威夷音樂的影響。
這部黑白電影由楊眾生的妻子菲菲·楊主演，其他演員還包括愛莎（Aisah）、穆穆·瑟加拉（Moemoe Segara）、奧馬爾·羅德里加（Omar Rodriga）和S·波尼曼。這也是著名格朗章歌手蘇莉普的電影處女作。飾演朱拜達一角的菲菲·楊在1930年代就已經是舞台劇明星，製片商希望她的名氣可以拉抬本片的票房成績。

## 發行與反響
《朱拜達》在1940年底上畫，在11月中已經在棉蘭上映，到12月時也已經在泗水的電影院放映。鄰近巴達維亞的市鎮芝里汶（今屬西爪哇省）也設有電影院，他們在1941年3月放映這部影片。
比蘭指出，土著知識份子認為本片的對白和舞台劇類近，並對此持批評態度。《東印度報》（De Indische Courant）一片匿名影評則認為本片盡是誇張的情節，也能清楚地看到舞台劇的影響，但指出片中的近景和遠景互相交錯，能夠令觀眾保持專注。

## 後續
《朱拜達》面世後，東方影業又製作了兩部電影，當中只有《五色》是楊眾生的作品，該片在1941年上映後不久，他就和妻子一起離巢，轉投大華影業（Majestic Pictures）。東方影業則在同年推出最後一部電影《血的呼喚》後倒閉。蘇莉普之後還參演了24部電影，直至1990年息影為止。
這部電影如今很可能已经散佚。美国视觉人类学家卡尔·G·海德認為，所有在1950年前制作的印尼电影均已散失。不过，J·B·克里斯坦托（J.B. Kristanto）在《印尼电影目录》中表示，印尼电影资料馆把好几部荷属东印度电影保存下來。印尼電影史學家米斯巴赫·尤薩·比蘭还指出荷兰政府新闻处收藏了几部日本宣传电影，使之留存至今。

## 腳註
1. 1 2 3  Biran 2009，第254頁.
2. 1 2 3  De Indische courant 1940, Sampoerna.
3. 1 2 3  Biran 2009，第228頁.
4. ↑  Biran 2009，第253頁.
5. ↑  Biran 2009，第248頁.
6. ↑  Biran 2009，第260頁.
7. 1 2  Filmindonesia.or.id, Kredit Zoebaida.
8. ↑  Filmindonesia.or.id, Zoebaida.
9. 1 2  JCG, Soerip, Miss.
10. ↑  Biran 2009，第250頁.
11. ↑  De Sumatra Post 1940, (untitled).
12. ↑  Bataviaasch Nieuwsblad 1941, (untitled).
13. ↑  Biran 2009，第229頁.
14. ↑  Filmindonesia.or.id, Soerip.
15. ↑  Heider 1991，第14頁.
16. ↑  Biran 2009，第351頁.

## 外部連結
- 互联网电影数据库（IMDb）上《朱拜達》的资料（英文）